# Брок (Приморски Алпи)
Брок (фр. Broc) насеље је и општина у Француској у региону Прованса-Алпи-Азурна обала, у департману Приморски Алпи која припада префектури Грас.
По подацима из 2011. године у општини је живело 1346 становника, а густина насељености је износила 72,17 становника/km². Општина се простире на површини од 18,65 km². Налази се на средњој надморској висини од 450 метара (максималној 1.024 m, а минималној 91 m).

## Демографија
| 1962. | 1968. | 1975. | 1982. | 1990. | 1999. | 2011. |
| ----- | ----- | ----- | ----- | ----- | ----- | ----- |
| 316   | 339   | 360   | 422   | 671   | 1.023 | 1.346 |

График промене броја становника у току последњих година